# Státní znak Maďarska
Státní znak Maďarska (maďarsky Magyarország címere) je podle ústavního zákona o státních symbolech Maďarské republiky oficiálním státním symbolem Maďarské republiky. Po pádu komunismu byl současný státní znak slavnostně přijat Národním shromážděním dne 3. července 1990.

## Popis a historie
Státní znak Maďarska má polcený štít. V první poli je sedmkrát červeno-stříbrně dělený štít, který podle legendy ze 16. století představuje uherské řeky – Dunaj, Tisu, Drávu a Sávu. Jde o znak Arpádské dynastie, která vládla od počátku Uherského státu až do roku 1301. Ve druhém poli je zelené trojvrší se zlatou korunou, z níž vystupuje stříbrný dvojramenný kříž. Od 17. století je trojvrší interpretací uherských pohoří – Tatra, Mátra a Fatra. Tento znak byl vytvořen ve 14. století, ovšem dvojramenný kříž se objevuje již na erbu krále Bély III. ve 12. století. Nad štítem je koruna sv. Štěpána I, zakladatele Uherského království. Koruna má na vrcholu šikmý kříž, připomínající skutečnost, že Maďaři raději korunu ukryjí, nežli by ji předali do rukou nepřátelům či samovládcům. 
Pokud nad znakem není Svatoštěpánská koruna, jde o tzv. Kossuthův znak, (maďarsky Kossuth-címer) pojmenovaný podle Lajose Kossutha.
Kříž na koruně byl ohnut po narození Ladislava Pohrobka roku 1440. Jeho matka Alžběta dala příkaz své dvorní dámě Heleně Kottannerové, aby uherskou korunu ukradla polskému králi Vladislavovi III. Jagellonskému Varenčíkovi a přivezla do Komárna. Při převozu koruna spadla na zem a kříž se ohnul.
Současná verze znaku byla vytvořena při Rakousko-Uherském vyrovnání roku 1867. Ovšem první polcený štít spojující znak Arpádské dynastie a zelené trojvrší s dvojramenným křížem se objevil již ve 14. století. Jeho podoba se ustálila až za vlády císaře Rudolfa II. (1576–1608). Za státní znak je považován od 15. století. Roku 1945 se Svatoštěpánská koruna zásluhou Maďarů dostala na Západ, později až do USA, odkud byla teprve v roce 1978 vrácena zpět do Maďarska. 

### Oficiální popis
Oficiální popis státního znaku z Ústavy Maďarska:
| „ | Magyarország címere hegyes talpú, hasított pajzs. Első mezeje vörössel és ezüsttel hétszer vágott. Második, vörös mezejében zöld hármas halomnak arany koronás kiemelkedő középső részén ezüst kettős kereszt. A pajzson a magyar Szent Korona nyugszik. | “ |
| — A Magyar Köztársaság Alkotmánya - XIV. fejezet - A Magyar Köztársaság fővárosa és nemzeti jelképei | |   |

| „                                                                     | Státní znak Maďarska má špičatě zakončený polcený štít. První pole je sedmkrát červeno-stříbrně dělené. Druhé pole zobrazuje zelené trojvrší na červeném podkladu, na prostředním kopci je zlatá korunka, z níž vystupuje stříbrný dvojkříž. Na štítu je Svatoštěpánská koruna. | “ |
| — Ústava Maďarska - XIV. kapitola - Hlavní a národní symboly Maďarska | |   |

### Používání znaku
Pravidla pro používání státního znaku a dalších státních symbolů Maďarské republiky obsahuje zákon 1995. évi LXXXIII. törvény a Magyar Köztársaság nemzeti jelképeinek és a Magyar Köztársaságra utaló elnevezésnek a használatáról.

## Historický vývoj znaku

### Maďarské velkoknížectví
|  | 8. století – Takový znak přisuzuje kronika Chronicon Pictum (z roku 1370) Starým Maďarům, resp. Maďarskému velkoknížectví. Jednalo by se tedy o historicky nejstarší znak Uherska. |

### Uherské království
Znaky Uherského království.
|  | 9. století – Znak dynastie Arpádovců, která vládla od počátku Uherského státu až do roku 1301. Podle legendy ze 16. století představuje uherské řeky – Dunaj, Tiszu, Drávu a Sávu. Jelikož se tyto řeky nachází v dolní části Uherska, začal být tento znak chápán jako symbol Dolních Uher. Avšak nikdy nebyl za znak Dolních Uher oficiálně přijat, a to také proto, že administrativně či geograficky se Uherské království nikdy na Horní či Dolní Uhry nedělilo. |
|  | 1202 – Král Imre I. vylepšil znak Arpádovců o devět zlatých lvů v červených pruzích. Takto upravený znak se objevil na královské pečeti. Dnes tento znak používá Maďarská garda. |
|  | 1190/1235 – Král Béla III. Uherský (1172–1196) zavedl znak zobrazující stříbrný dvojramenný kříž na červeném štítu, bez dalších heraldických figur a tento znak nechal rovněž razit na uherské mince. Znak se objevil na královské pečeti teprve až v roce 1235 za vlády Bély IV. Béla III. si kříž do Uherského království přivezl z Byzantské říše, kde dlouho pobýval a dokonce se tam i oženil s dcerou císaře. Dvojramenný kříž poprvé přinesli věrozvěsti Cyril a Metoděj na Velkou Moravu rovněž z Byzantské říše. Odtud se kříž šířil jako křesťanský symbol. Někdy se argumentuje, že do znaku se dostat nemohl, neboť v době Velkomoravské říše neexistovala heraldika, to však ještě neznamená, že neexistovaly znaky a symboly. |
|  | 1301 – Za vlády českého, uherského a polského krále Václava III. z rodu Přemyslovců je dvojramenný kříž kříž doplněn ještě o zelené trojvrší. |
|  | 1310 – Arpádovci jsou bez následníka a na trůn dosedá dynastie Anjouovců. Aby zdůraznili svou moc a srovnání s předchozím královským rodem, vytvořili kombinaci znaku obou rodů. |
|  | Za krále Ludvíka I. (1342–1382) byl dřívější znaky zobrazeny ve čtvrceném štítu. Tentýž erb obnovil Jan Zápolský (1526–1540), byl však uprostřed doplněn o znak rodu Zápolských (na obrázku). |
|  | V průběhu staletí se ve znaku pod dvojkřížem objevily tři pahrbky, nejprve jako trojité skály, později začátkem 14. století v podobě tří kopců, z nichž prostřední byl největší. Vlastní trojvrší poprvé použil ve znaku uherský král Ladislav V. (1301–1305), což bylo korunovační jméno pozdějšího českého krále Václava III. Později byla na prostřední nejvyšší vrch přidána zlatá koruna, v níž je kříž postaven. V 17. století vznikla legenda interpretující zelené trojvrší jako tři uherské pohoří Tatra, Mátra a Fatra. Proto se začal tento znak chápat jako symbol Horních Uher (kopcovité krajiny), tedy území dnešního Slovenska, severního Maďarska a Zakarpatské Ukrajiny. Avšak tento symbol nikdy nebyl oficiálně přijat za znak Horních Uher, a to také proto, že administrativně či geograficky se Uherské království nikdy na Horní či Dolní Uhry nedělilo. |
|  | 1440 – Král Vladislav III. Varnenčik. |
|  | 1464 – Král Matyáš Korvín. |
|  | První polcený štít spojující znak Arpádovské dynastie a zelené trojvrší s dvojramenným křížem se objevil již ve 14. století. Jeho podoba se ustálila až za vlády císaře Rudolfa II. (1576–1608). Za státní znak je považován od 15. století. Zajímavostí je, že na Coronelliho mapě Moravy z roku 1692 je vyobrazen znak Uherska bez arpádovských břeven a s modrým trojvrším, přesně tak, jak vypadá dnešní znak Slovenska. |

### Uhersko (Rakouské císařství) a Rakousko-Uhersko
Znaky Uherska v rámci Rakouského císařství a znaky Rakouska-Uherska.

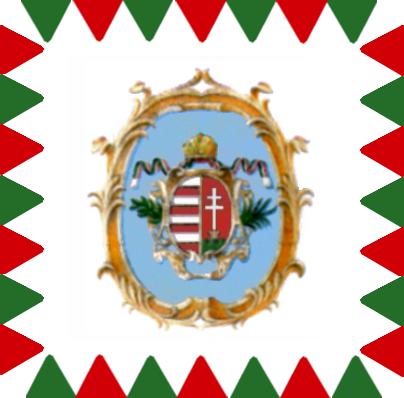
Honvédská vlajka ze státním znakem používaná během Revoluce a boje za nezávislost 1848–1849

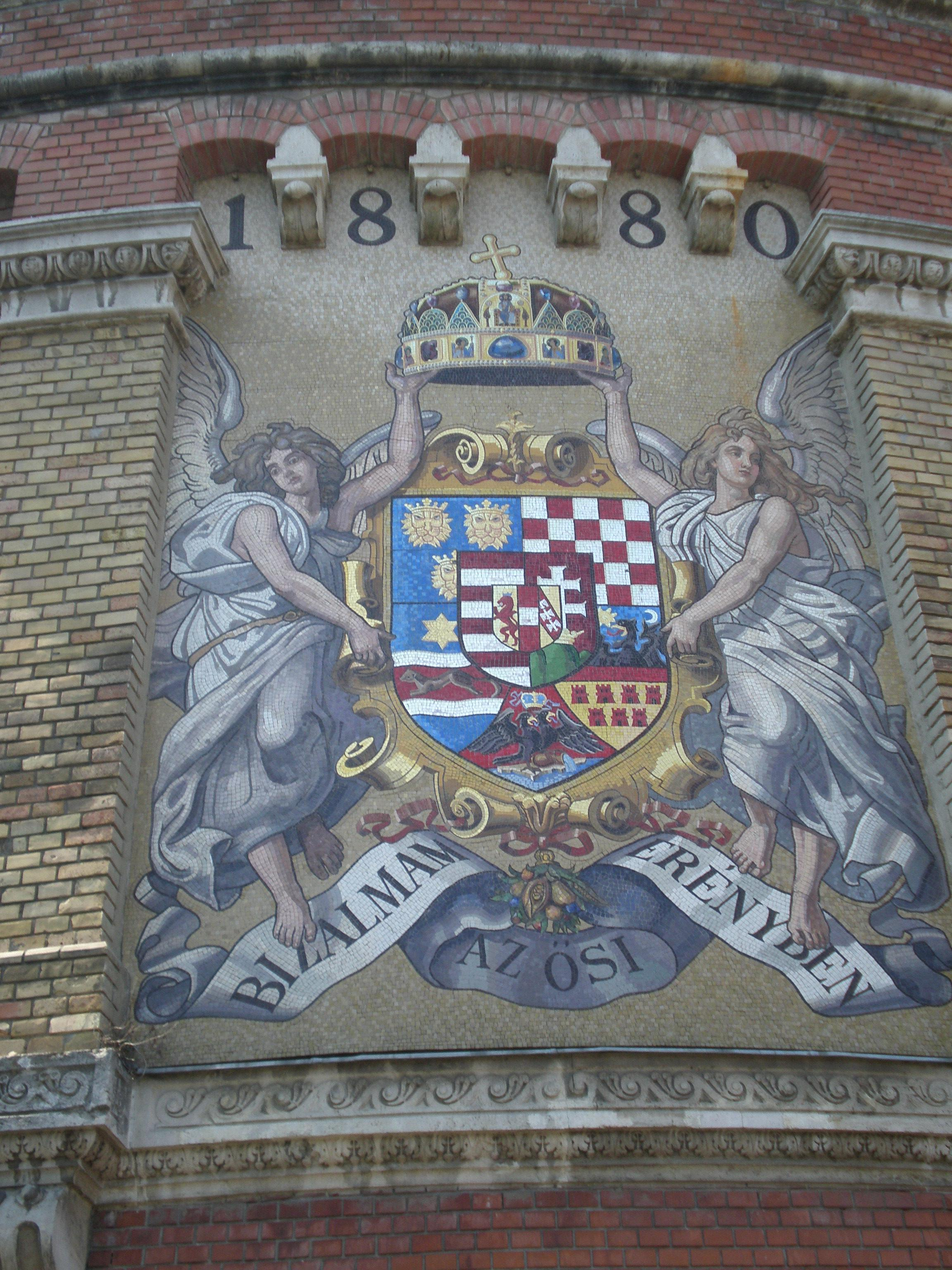
Znak Zemí Svatoštěpánské koruny (hradní zeď na Clark Ádám tér v Budapešti)

|  | Znak Uherska na jednokrejcarové minci z roku 1848. |
|  | Během Revoluce a boje za nezávislost (1848–1849) používali Maďaři takzvaný Kossuthův znak (maďarsky Kossuth-címer, podle Lajose Kossutha). Jedná se o polcený štít, v levé části je sedmkrát červeno-stříbrně dělený štít. V pravé části je zelené trojvrší se zlatou korunou, z níž vystupuje stříbrný dvojramenný kříž.                                         |
|  | 1849 – Velký znak nezávislého Uherska. Ve středu je zlatě lemovaný Kossuthův znak, kolem něhož jsou na stuze s maďarskými národními barvami, menší znaky jednotlivých zemí Uherska. Znak korunuje ratolest Vavřínu. |
|  | 1867 – Uherský (Maďarský) znak, nazývaný Kiscímer (česky Malý znak), používaný od Rakousko-uherského vyrovnání. Spojení znaků Arpádovské dynastie a zeleného trojvrší s dvojramenným křížem se objevilo už ve 14. století. Konečných úprav se dosáhlo až v období vlády krále Matyáše Habsburského. Tato verze je rovněž současná podoba státního znaku Maďarska. |
|  | 1890 – Velký či Střední (používá se obojí označení) znak Uherska. Zadní štít je rozdělen na pět polí, v každém z nich je znak zastupující jednu ze zemí Uherska, předním štítem je Kiscímer znak Maďarska. Nad štítem je koruna sv. Štěpána I, kterou drží dva strážní andělé v šedém oděvu.                                                                      |
|  | 1915 – Velký či Střední (používá se obojí označení) znak Uherska. Zadní štít je rozdělen na osm polí, v každém z nich je znak zastupující jednu ze zemí Uherska, předním štítem Kiscímer. Nad štítem je koruna sv. Štěpána I. Štítonoši jsou dva bosí andělé v bílém oděvu natočení ke znaku.                                                                     |

Znaky zemí Uherska (Zalitavska)

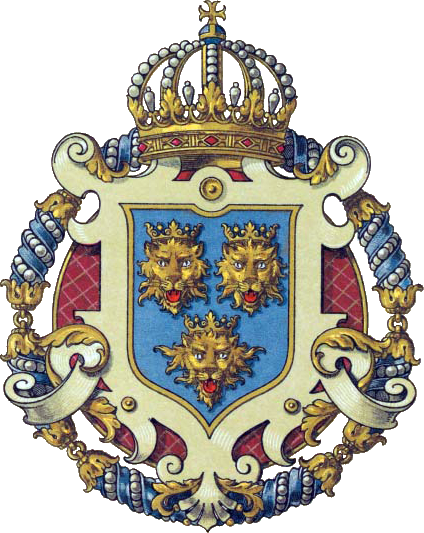
Znak Dalmácie
Znak Chorvatska
znak Slavonie
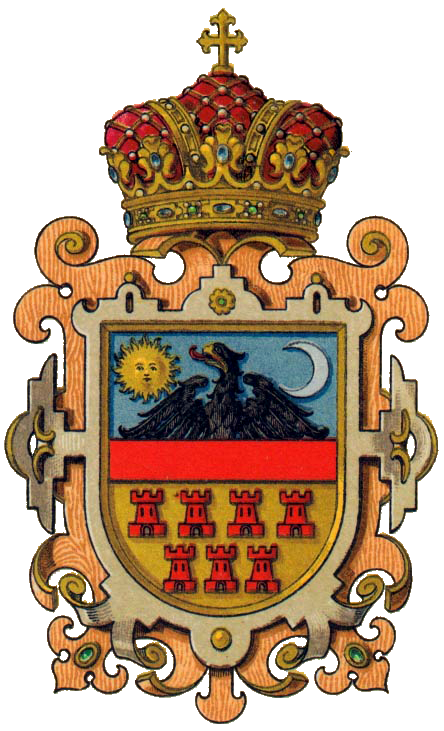
znak Sedmihradska
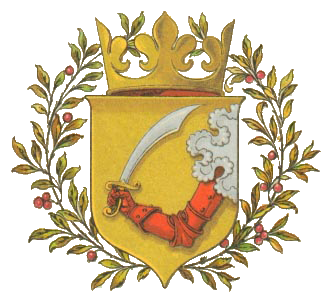
Znak Bosny a Hercegoviny
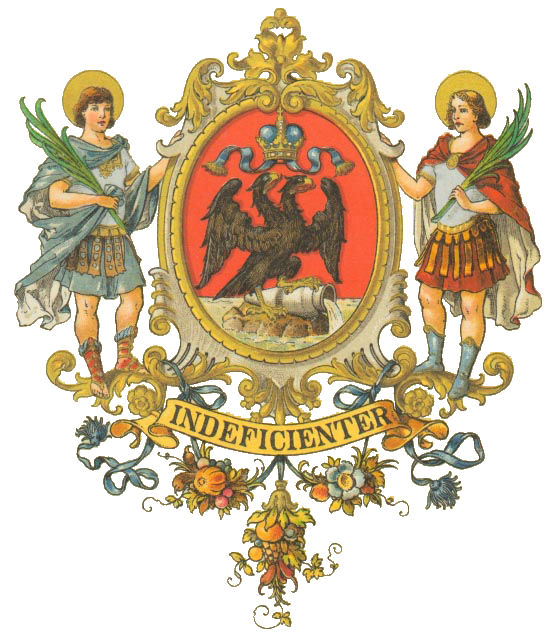
Znak Rijeky

|  | Velký státní znak Rakouska-Uherska v letech 1867–1915.                                                     |
|  | Velký státní znak Rakouska-Uherska v letech 1915–1918, již rovnocenně zastupující rakouské i uherské země. |

### Novodobé Maďarsko

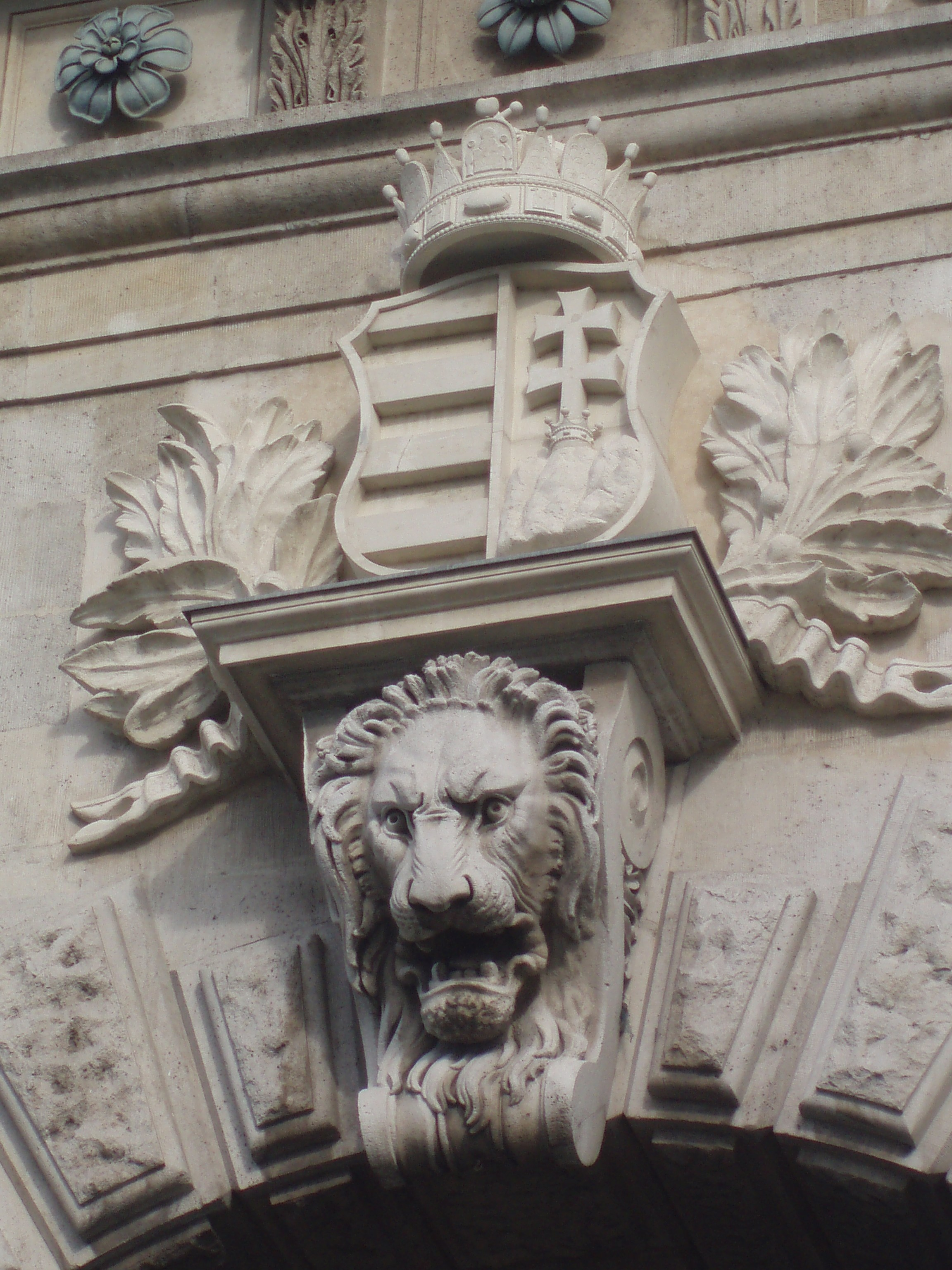
Státní znak Maďarska na Széchenyi lánchíd - Řetězový most, Budapest.

Válečná vlajka Maďarska s podobou státního znaku užívaného v letech 1920–1944

|  | Po rozpadu Rakouska-Uherska roku 1918 používala nově vzniklá Maďarská republika tzv. Kossuthův znak. |
|  | Komunistická Maďarská republika rad (existující od 21. března do 1. srpna 1919) odstranila veškeré tradiční státní symboly a funkci státního znaku nahradila rudá hvězda. |
|  | Po pádu MRR bylo vyhlášeno Maďarské království, které, v letech 1920–1944, používalo současný státní znak – Kiscímer, obklopený dvěma ratolestmi. Tato úprava znaku je dodnes na Maďarské válečné vlajce. |
|  | S územními zisky Maďarského království po roce 1938 se, v letech 1938–1945, především na válečných vlajkách, používal znak Uherska z roku 1915. |
|  | Znak nacistického Maďarského státu pod vedením Šípových křížů v letech 1944–1945. |
|  | Po druhé světové válce v letech 1945–1946 používalo Maďarského království pod vládou Národní fronty Kiscímer, ovšem bez Svatoštěpánské koruny. Znak tedy mohl mít podobu čistě polceného štítu nebo Kossuthova znaku. |
|  | V letech 1946–1949 používala Druhá Maďarská republika opět Kossuthův znak. |
|  | V období let 1949–1956 byl znakem Maďarské lidové republiky takzvaný Rákosiho znak (maďarsky Rákosi-címer), pojmenovaný podle tehdejšího komunistického vůdce Mátyáše Rákosiho. Znak měl ve středu zlatý klas zkřížený s kladivem pod velkou pěticípou hvězdou. Pozadí bylo modré, ohraničené věncem z obilných klasů a stuhou v maďarský barvách dole. Právě tento znak byl během Maďarského povstání v roce 1956 vystřihován ze středu státní vlajky. |
|  | Kossuthův znak byl naposledy používaný při Maďarském povstání v roce 1956 a následně platil v porevoluční MLR až do roku 1957. |
|  | Od roku 1957 byl státním znakem MLR takzvaný Kádárův znak (maďarsky Kádár-címer), pojmenovaný po Jánosi Kádárovi. Štít byl dělený na tři vodorovné pruhy s barvami trikolóry. Nad štítem byla rudá pěticípá zlatě lemovaná hvězda, z níž vycházely za štít zlaté paprsky. Kolem byly zlaté obilné klasy ovinuté z levé strany stuhou v národních barvách a z pravé strany rudou stuhou. Znak symbolizoval spojení pracujících měst a venkova.           |

## Podobnost se znakem Slovenska

Slovenský státní znak

Podobnost se státním znakem Slovenska vychází z historické souvislosti. Během revoluce v roce 1848 se slovenští revolucionáři v čele s Ľudovítem Štúrem hlásili k Cyrilo-Metodějskému odkazu a znak z heraldicky levé části znaku Uherska, tj. – červený štít se zeleným trovrším, z kterého vystupuje stříbrný dvojkříž – používali po úpravě samostatně bez uherské koruny.
Slováci jakožto Slované podporující myšlenku Panslavismu změnili barvu trojvrší ze zelené na modrou. Barvy znaku tak odpovídaly slovanským barvám (bílá–červená–modrá). Takto upravený znak prohlásil Ľudovít Štúr znakem Slováků a v témže roce byl vyryt do pečetě Slovenské národní rady.
V roce 1863 tento znak převzala i vzniklá Matica slovenská. Slovenský státní znak se dále nepatrně vyvíjel malými změnami kresby trojvrší nebo dvojramenného kříže. Po vzniku samostatné ČSR se slovenský znak stal součástí všech tří československých znaků. V současné době má slovenský znak, na rozdíl od maďarského znaku, ramena kříže na koncích rozšířené a vyhloubené, vrchy oblé.

## Znaky maďarských žup

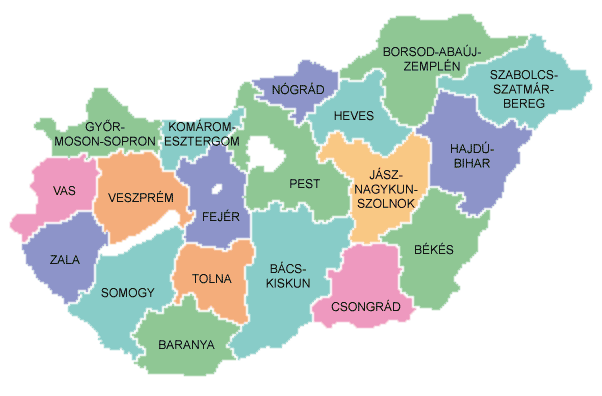
Maďarské župy

Maďarsko se člení na 19 žup (megyék) a území hlavního města Budapešti, které má zvláštní statut. Všechny územní jednotky mají vedle vlajky i svůj znak.